# نادي الهلال السعودي موسم 1996–97
موسم نادي الهلال السعودي لكرة القدم 1996-97 الذي يعتبر الموسم التاسع والثلاثين في مسيرة نادي الهلال السعودي منذ تأسيسه 1957 , وموسم الواحد والعشرين له في الدوري السعودي الممتاز لكرة القدم، تحت مسمى كأس دوري خادم الحرمين الشريفين. رحل يوزيتش من تدريب الأزرق بعد تحقيق لقب البطولة الآسيوية، وجاء مكانه البرازيلي ريكاردو فيريرا ولم يحقق شيئا، وكذلك كان مصير تجربة مواطنه أوسكار، الذي خسر لقب الدوري في النهائي لمصلحة الاتحاد لكنه فاز بعدها بكأس السوبر الآسيوي بفوزه على بوهانق الكوري في الرياض بهدف سامي الجابر ثم التعادل في كوريا الجنوبية بهدف سجله سامي الجابر أيضاً .

## تشكيلة الفريق
ملاحظة: تشير الأعلام إلى المنتخب الوطني على النحو المحدد في قواعد الأهلية للفيفا. قد يحمل اللاعبون أكثر من جنسية واحدة غير تابعة للفيفا.
| الرقم | البلد    | المركز | اللاعب           |
| ----- | -------- | ------ | ---------------- |
| 1     | السعودية | حارس   | عبد الله الدعيع  |
| 16    | السعودية | مدافع  | عبد الله الشريده |
| 5     | زامبيا   | مدافع  | إليجه ليتانا     |
| 2     | السعودية | مدافع  | أحمد الدوخي      |
| 14    | السعودية | وسط    | محمد لطف         |
| 6     | السعودية | وسط    | خميس العويران    |
| 18    | السعودية | وسط    | حسين المسعري     |
| 8     | السعودية | وسط    | خالد التيماوي    |
| -     | نيجيريا  | وسط    | جون زاكي         |
| 15    | السعودية | مهاجم  | يوسف الثنيان     |
| 9     | السعودية | مهاجم  | سامي الجابر      |

| الرقم | البلد    | المركز | اللاعب            |
| ----- | -------- | ------ | ----------------- |
| 22    | السعودية | حارس   | حسن العتيبي       |
| -     | السعودية | حارس   | تركي العواد       |
| 13    | السعودية | مدافع  | منصور الموينع     |
| 17    | السعودية | مدافع  | فهد المفرج        |
| -     | السعودية | مدافع  | عبدالرحمن التخيفي |
| 4     | السعودية | مدافع  | حسن النمشان       |
| -     | السعودية | مدافع  | تركي الصويلح      |
| 19    | السعودية | وسط    | خالد الرشيد       |
| -     | السعودية | وسط    | سليمان الرشودي    |
| 10    | السعودية | وسط    | فيصل أبوثنين      |
| -     | السعودية | وسط    | سلمان العمران     |
| 12    | السعودية | وسط    | يوسف الحيائي      |
| 11    | السعودية | وسط    | نواف التمياط      |

### جدول الدوري
| م | الفريق      | لعب | ف  | ت | خ | أ.له | أ.ع | أ.ف | نقاط |
| - | ----------- | --- | -- | - | - | ---- | --- | --- | ---- |
| 1 | الاتحاد (C) | 22  | 14 | 2 | 6 | 54   | 24  | +30 | 44   |
| 2 | النصر       | 22  | 12 | 3 | 7 | 37   | 31  | +6  | 39   |
| 3 | الهلال      | 22  | 10 | 6 | 6 | 23   | 19  | +4  | 36   |
| 4 | الشباب      | 22  | 10 | 5 | 7 | 31   | 23  | +8  | 35   |

### مباريات الدوري
| فوز | تعادل | خسارة | مؤجلة |

| 21 مارس 1997        | الهلال | 0–3      | النصر                           | الرياض                                                |
| 20:30 (ت ع م+03:00) |        | [Report] | 2' الحارثي · 5' هادي · 35' يايا | الملعب: ملعب الملك فهد الدولي الحكم: عبدالعزيز الدخيل |

| 04 أبريل 1997 | الأهلي | 1 – 1    | الهلال | جدة                                |
| (ت ع م+03:00) |        | [Report] |        | الملعب: ملعب الملك عبد الله الدولي |

#### مباراة الذهاب
| النصر           | 2–2 | الهلال           |
| --------------- | --- | ---------------- |
| كينيدي 60'، 67' |     | 25'، 46' الموينع |

#### مباراة الإياب
| الهلال                                  | 3–1 | النصر           |
| --------------------------------------- | --- | --------------- |
| الشريدة 30' · العويران 44' · الجابر 86' |     | 81' فيكتور انجي |

| 06 يونيو 1997 نهائي | الاتحاد                             | 2 - 0    | الهلال        | جدة |
| 20:30 (ت ع م+03:00) | جبرتي 11' · الصحفي 23' · القرني 90' | [Report] | 90+2' الجمعان | الملعب: ملعب الملك عبد الله الدولي الحكم: عمر المهنا الحكام المساعدون: خلف البقعاوي الحكم الرابع: يوسف العقيلي |

## دوري الـ 16
| نادي النصر | 1–2 | نادي الهلال |
| ---------- | --- | ----------- |
|            |     |             |

## ربع النهائي
| نادي الوحدة | 0–2 | نادي الهلال |
| ----------- | --- | ----------- |
|             |     |             |

## نصف النهائي
| نادي الهلال | 0 –0 | نادي الاتحاد |
| ----------- | ---- | ------------ |
|             |      |              |

### كأس الكؤوس الآسيوية 1996-97

#### الجولة الأولى
| الفريق الأول           | إجم.   | الفريق الثاني | مباراة الذهاب | مباراة الإياب |
| ---------------------- | ------ | ------------- | ------------- | ------------- |
| نادي الهلال (السعودية) | (w/o)1 | Al Qadisiyah  |               |               |

1 Al Qadisiyah 1 انسحب

#### الجولة الثانية
| الفريق الأول | إجم.  | الفريق الثاني | مباراة الذهاب | مباراة الإياب |
| ------------ | ----- | ------------- | ------------- | ------------- |
| نادي الهلال  | 6 - 1 | النادي العربي | 0 - 1         | 6 - 0         |

##### مباراة الذهاب
| العربي                        | 1 – 0 | الهلال       |
| ----------------------------- | ----- | ------------ |
| العويران 23' (ه.ذ) · فاضل مطر |       | حسين المسعري |

#### مباراة الإياب
| الهلال                                                  | 6 – 0 | العربي |
| ------------------------------------------------------- | ----- | ------ |
| الجابر · سياسيا · الجمعان · خالد التيماوي · أحمد الدوخي |       |        |

#### الدور ربع النهائي
| الفريق الأول      | إجم.  | الفريق الثاني          | مباراة الذهاب | مباراة الإياب |
| ----------------- | ----- | ---------------------- | ------------- | ------------- |
| نادي النصر (عمان) | (w/o) | نادي الهلال (السعودية) | 0–5           |               |

انسحب نادي النصر العماني من أمام فريق الهلال في التصفيات الآسيوية بعد مرور ثلاث دقائق من زمن الشوط الثاني وكانت النتيجة وقتها «5 / صفر» لمصلحة الهلال.. وجاءت الأهداف بواسطة الزامبي ليتانا والتيماوي ويوسف الثنيان وعبد الله الجمعان «هدفين».. وهذه المباراة أقيمت تحديداً يوم 1417/6/20هـ وكان مدرب الهلال وقتها يوزيك.

#### نصف النهائي
| 24 نوفمبر 1996                                                     | الهلال | 0 – 0 (و.إ) (5 - 4 ر.ت)                                         | نادي استقلال طهران | الرياض، السعودية |
|                                                                    |        |                                                                 |                    |                  |
|                                                                    |        | ركلات جزاء                                                      |                    |                  |
| سياسيا · الثنيان · العويران · الجمعان · الشريدة · السلومي · الرشيد |        | بهروز · إدمون · زرينتشه · أكبريان · منصوريان · غلامبور · سايروس |                    |                  |

#### نهائي
| 26 نوفمبر 1996 | الهلال                                                   | 3–1 | ناغويا غرامبوس       | ملعب الملك فهد الدولي، الرياض |
|                | سامي الجابر 16' · يوسف الثنيان 75' · صلاح الدين بصير 82' |     | تيتسوأو ناكانيشي 27' | الحضور: 65 000                |

### كأس السوبر الآسيوي 1997

#### مباراة ذهاب
| الهلال | 1 – 0 | بوهانغ ستيلرز |
| ------ | ----- | ------------- |
|        |       |               |

#### مباراة الإياب
| بوهانغ ستيلرز | 1 – 1 | الهلال |
| ------------- | ----- | ------ |
|               |       |        |